# 烏龍麵
烏龍麵（日语：／ udon）是日本以小麥為原料製造的麵體，在粗細和長度方面有特別的規定。

## 名稱
在日語中一般寫作，有時也寫作漢字。

## 起源
1. 根據香川縣的口頭傳說，從大唐中土歸還的空海大師（弘法大師，於西元774─835）帶回烏冬的製法，拯救了讚岐當地的貧民。因為瀨戶內海雨水稀少，很難種米而傳授給讚岐人，一般認為，這就是現在的讚岐烏冬的原型。
2. 起源自奈良時代就已興盛的唐果子（即唐朝傳來的糕點）──索餅（ sakubei）、餺飥（ hakutaku，中文音念“博拖”）、餛飩（ konton）。
  - 索餅：用麵粉及米粉揉製成細長交叉的油炸餅。陰曆7月7日用以在驅除瘧疾的儀式食用。索餅的系統，發展為現今的素麵、五島烏冬、稻庭烏冬。
  - 餺飥：用麵粉揉製成繩狀或是團狀切割的糕點。演變為今日的餺飥（ hōtō）。
  - 餛飩：麵粉內包肉餡等，或煮或蒸的糕點。演變為今日的餃子或餛飩。
3. 另一種認為是因為伊勢生產的米不足，但在很長時間裡這個被認為是烏冬的起源。

現今日本烏冬的形狀誕生於室町時代（西元1336─1573）中期，元祿時代（西元1688─1703）也出現在江戶、京都、大阪及琴平的烏冬麵店。

## 規格

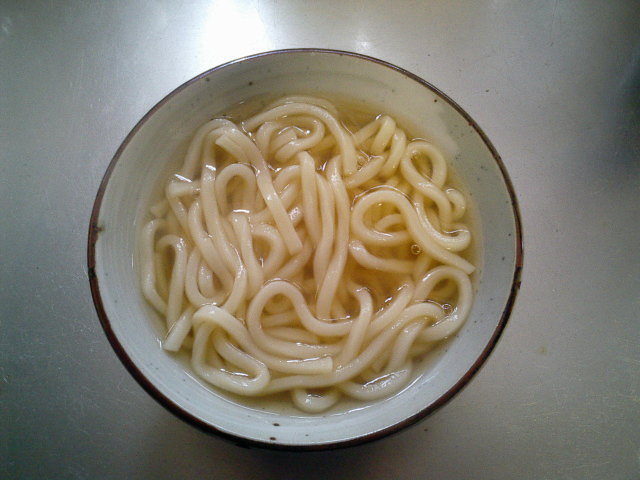
湯烏冬

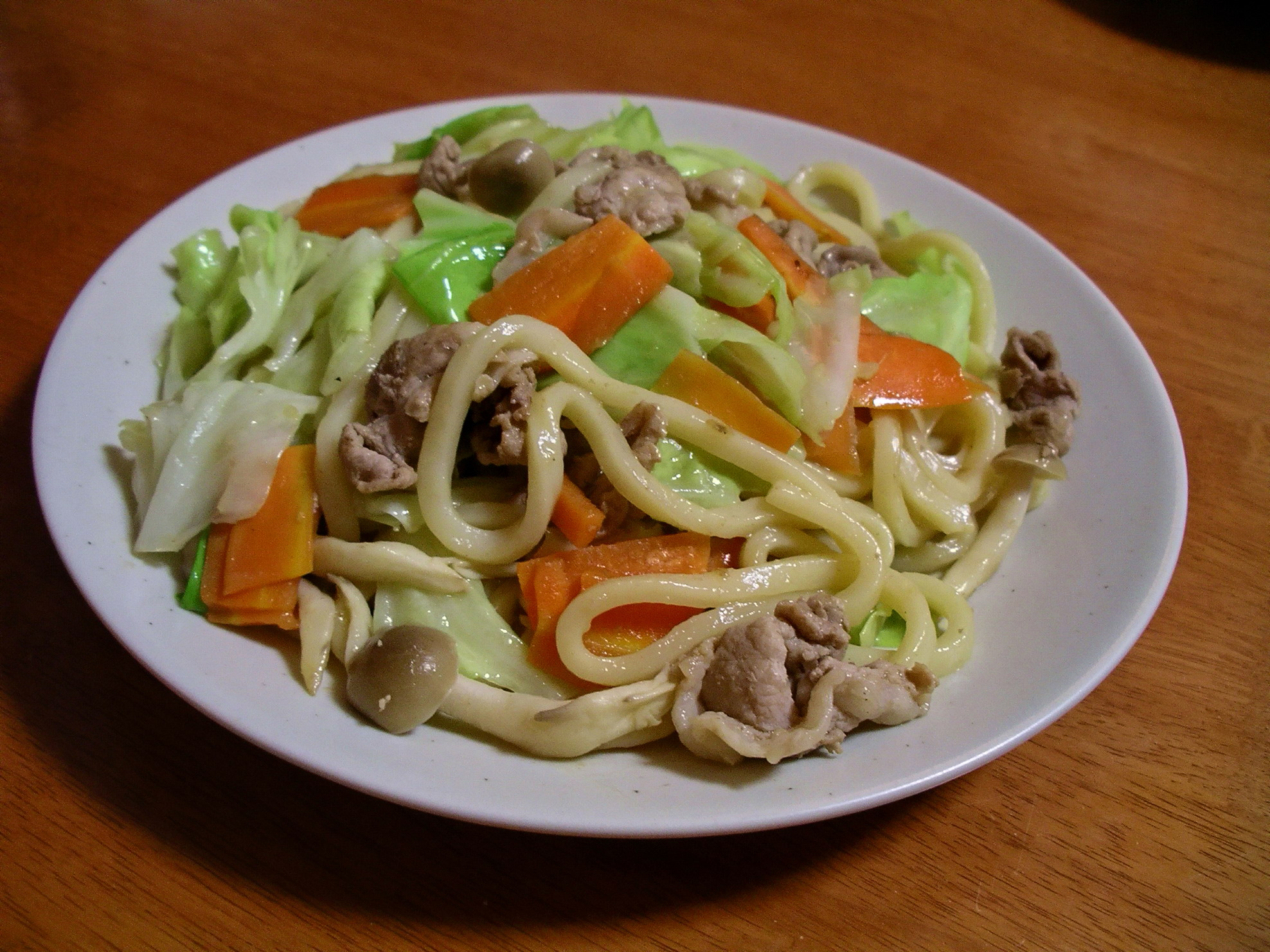
炒烏冬

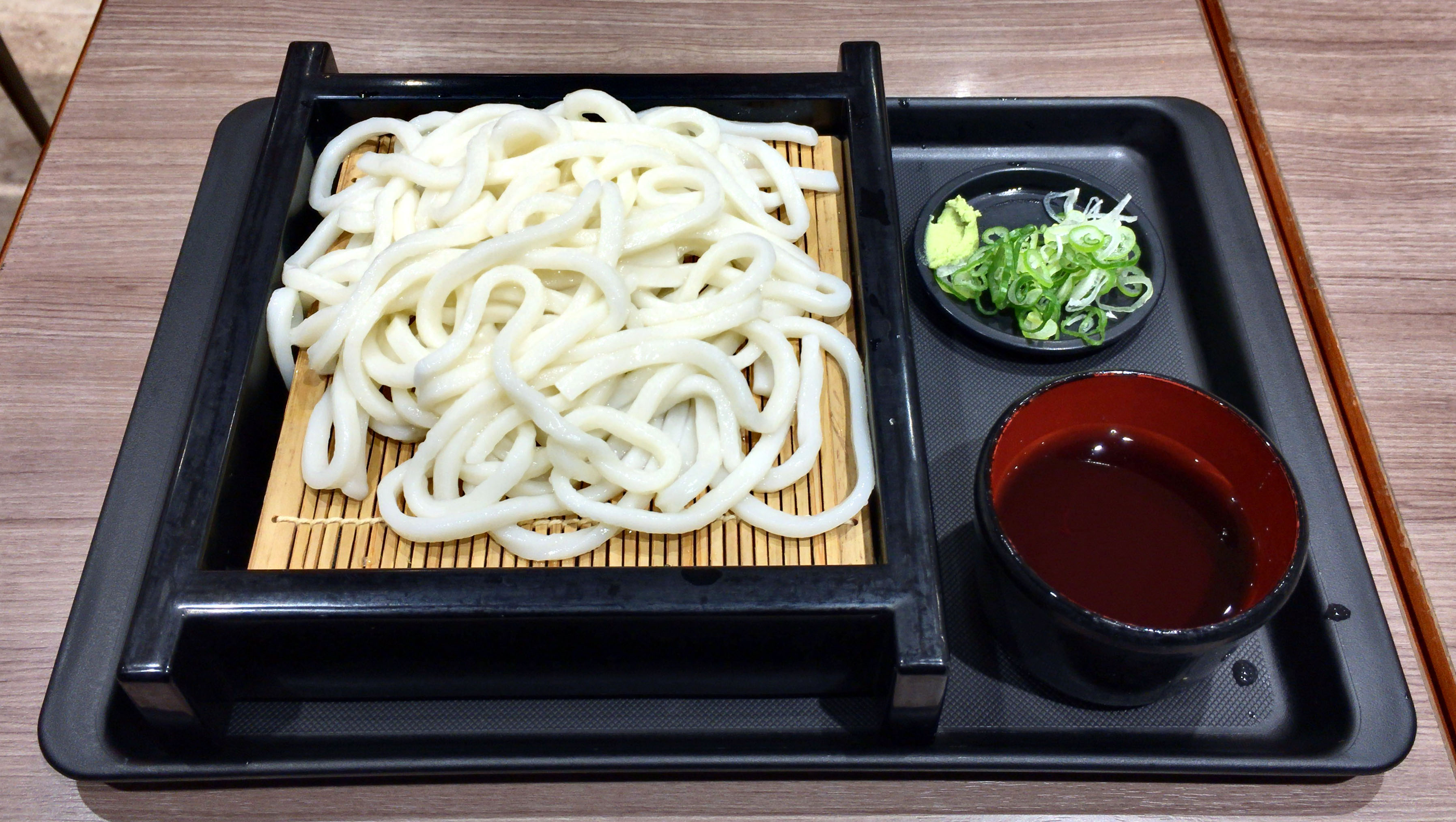
涼式烏冬

根據現行日本農業規格，烏冬圓面直徑要1.7毫米以上，角面的寬度在1.7毫米以上；以下的則為「涼麵」（ hiyamugi，寬度1.2－1.7毫米，厚度為1.0－2.0毫米），以此區分。除此以外，社會上通用的觀念裡，還有細麵的「細烏冬」和「涼麵」的明確區別。

## 製作
通常，用中筋性（相当于欧美标准的低筋性）小麦粉加入若干的鹽而製作，食用時多採用鱼干、海带以及醬油製作的湯底。
簡單來說作為平民主食、稻米主食的代用食物，在喜慶時則作為「熱」食物，在古代的日本各處都非常受歡迎。以消費量來說四國香川縣生產的讚岐烏冬排第一，在乾烏冬的產地群馬縣排第二。烹調方法和配料強烈反映了地區差別，所以存在各種各樣的類型。

## 日本各地的烏冬
- 秋田的稻庭烏冬
- 群馬的水澤烏冬
- 埼玉的加須烏冬
- 香川的讚岐烏冬
- 山梨的餺飥（ hōtō）
- 名古屋的棊子麵（ kishimen，「棊」同「棋」）、味噌烏冬
- 三重的伊勢烏冬
- 大阪的狐烏冬（加上油豆腐的）
- 福岡的丸天烏冬
- 大分及熊本的丸子湯
- 富山的氷見烏冬

## 日本以外的乌冬
韩国因受日本殖民影响，亦大量使用乌冬；只不过普通的乌冬汤面裡会加茼蒿和韩式鱼饼，两者皆不是日本乌冬常用的食材。
在台湾贩售的乌冬面，除了汤底会多少使用本地食材熬制外，基本与日本乌冬没有差别。在以前被日本殖民的，以及曾与日本有密切交流的夏威夷和越南，都有类似乌冬面的食物。

## 相關
- 拉麵
- 素麵
- 蕎麥麵